# تمرين كيجل
تمرين كيجل (بالإنجليزية: Kegel exercise)‏، الذي يحمل اسم الطبيب (أرنولد كيجل)، هو تمرين يتكون من عقد واسترخاء العضلات التي تشكل جزءاً من الحوض (التي تسميها بعض الناس بالعامية «عضلات كيجل»).

## الشرح
الهدف من تمرين كيجل هو تحسين قوة العضلات من خلال تقوية العضلات العانية العصعصية لقاع الحوض ويوصف تمرين كيجل للنساء الحوامل لأعداد الحوض للشد الفسيولوجي في المراحل اللاحقة من الحَمل والولادةالمهبلية. ويقال أن تمارين كيجل جيدة لعلاج هبوط المهبل  ومنع هبوط الرحم  في النساء ولعلاج ألم البروستات والتورم الناجم عن تضخم البروستات الحميد واحتقان البروستات لدى الرجال. وقد تكون تمارين كيجل مفيدة في علاج سلس البول في كل من الرجال والنساء. ويمكن أيضا ممارسة تمارين كيجل لزيادة المتعة الجنسية.

## متمرن كيجل

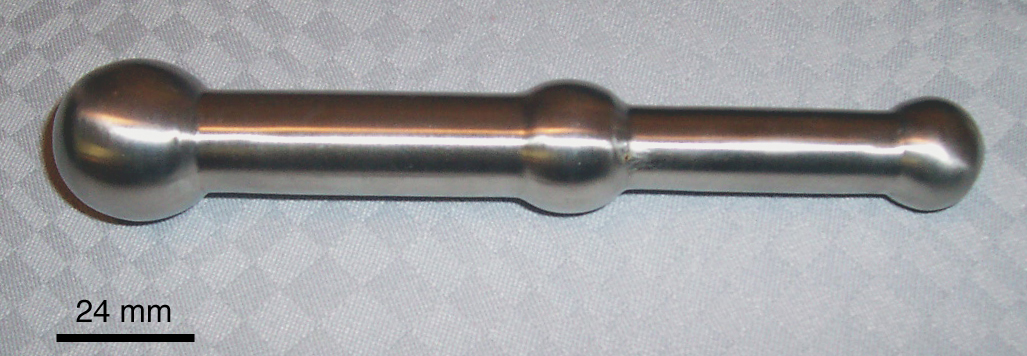
متمرن كيجل

متمرن كيجل هو جهاز طبي مصمم لاستخدامه بواسطة النساء لتمرين العضلات العانية العصعصية. ويوجد ثلاثة أنواع رئيسية هي : الحدائد، والينابيع، والمصابيح المطاطية. ويمكن استخدام الحدائد (أو الحديد المهبلي) بوصفها متمرن عن طريق المهبل أو كقضيب اصطناعي مهبلي أو لعبة جنسية. مصنوع من الفولاذ الصلب المقاوم للصدأ السلس، مصقولة، وله شكل أسطواني، مع انتفاخ دائري في كل نهاية. وعادة ما يزن رطل واحد (454g)، وطوله ما يقرب من 6 ¾ بوصة (17.1 سم) وقطره بوصة واحدة (2.5 سم) عند أوسع جزء. ولأن الحدائد المهبلية مصنوعة من الفولاذ المقاوم للصدأ، فهي غير مسامية، ويمكن تنظيفها بقطعة قماش مبللة بالماء والصابون الخفيف والماء. وتصنع أجهزة الزوائد من البلاستيك، ويمكن إزالة الزوائد للسماح بالمقاومة التدريجية. وتسمح هذه بالضغط المباشر ضد المقاومة. ميزة أجهزة المصابيح المطاطية هو أنها توفر التغذية بصرية مرتدة (عن طريق مقياس) مقدار الضغط الذي يُطَبَّق.

## الفوائد بالنسبة للنساء
تؤدي غالبا عوامل مثل الحمل والولادة، والشيخوخة، وزيادة الوزن، والعمليات الجراحية في البطن مثل القيصرية، إلى ضعف عضلات الحوض. ويمكن أن يتم إما عن طريق الفحص الرقمي للضغط المهبلي أو باستخدام مقياس أداة قوة الانقباضات الطوعية لعضلات أرضية الحوض لكيجل. وتفيد تمارين كيجل في استعادة قوة عضلات أرضية الحوض في مثل هذه الحالات.

### سلس البول
يمكن أن تشمل الآثار المترتبة على ضعف عضلات الحوض سلس البول أو سلس الأمعاء، والتي قد تكون ساعدت من خلال التعزيز العلاجي لهذه العضلات. خلص تحليل تجميعي لتجارب عشوائية محكومة بواسطة مؤسسة كوشرين إلى أن تدريب عضلات قاع الحوض يكون في المرحلة الأولى من برامج الإدارة للنساء المصابة بسلس البول. تأثير العلاج قد يكون أكبر من النساء في منتصف العمر (في 40 و 50) مع التأكيد على سلس البول وحده.

### هبوط الحوض
كثيرا تستعمل هذه التمارين للمساعدة على منع هبوط الحوض. وقد خلص تحليل تجميعي لتجارب عشوائية محكومة بواسطة مؤسسة كوشرين إلى أن «هناك بعض التشجيع من دراسة جدوى أن تدريب عضلات قاع الحوض، بواسطة أخصائي العلاج الطبيعي لأعراض النساء في بيئة خارجية، قد يقلل من حدة الهبوط».

## الفوائد للرجال
على الرغم من أن التمارين يستخدمها النساء أكثر، فيمكن للرجال استخدامها أيضا. وتستخدم تمارين كيجل لتقوية العضلات العانية العصعصية والعضلات الأخرى في غشاء الحوض. يمكن أن تساعد تمارين كيجل في تحقيق انتصاب أقوى للرجال وكسب مزيد من السيطرة على القذف. والهدف من هذا قد يكون مماثل لهدف تمارين النساء المصابات بضعف قاع الحوض : لزيادة السيطرة على الأمعاء والمثانة والوظيفة الجنسية.

### سلس البول
فيما يتعلق سلس البول، وجد تحليل تجميعي لتجارب عشوائية محكومة بواسطة مؤسسة كوشرين أنه «قد يكون هناك فائدة من تدريب عضلات قاع الحوض مع التغذية المرتدة في وقت مبكر من فترة ما بعد الجراحة مباشرة بعد إزالة القسطرة لأنها قد تعزز الشفاء المبكر».

### الوظيفة الجنسية
يمكن أن توفر تدريبات كيجل انتصاب أقوى للرجال. أظهر بحث نشر في عام 2005 أن تمارين قاع الحوض يمكن أن تساعد على استعادة وظيفة الانتصاب لدى الرجال المصابين بضعف الانتصاب.  ويقال إن هناك فوائد كبيرة لمشكلة سرعة القذف تتمثل في السيطرة على عضلات الحوض. ومن الممكن أيضا أن تقوية قاع الحوض قد تسمح لبعض الرجال بتحقيق شكل من النشوة الجنسية دون السماح بالقذف، وبالتالي ربما الوصول إلى ذروة «متعددة» خلال النشاط الجنسي. وفي الرجال، وهذه الممارسة ترفع الخصيتين، وأيضا تقوي عضلات الخصية، وكذلك العضلة العاصرة الشرجية، لان الشرج هي المنطقة الرئيسية التي تنشط عند القيام بتمارين كيجل. وهذا لأن العضلات العانية العصعصية تبدأ حول فتحة الشرج وتصل إلى العضلة العاصرة البولية.